# Ferroviário Atlético Clube (Ceará)
Ferroviário Atlético Clube é um clube poliesportivo da cidade de Fortaleza, Ceará. Fundado por operários ferroviários em 1933, o clube sempre foi ligado às camadas mais populares do estado, sendo por décadas considerado um "time do povo". Foi, durante décadas, um dos grandes clubes do clássico futebol cearense, além de um símbolo da democratização social do futebol nacional e precursor do futebol profissional no estado.
O Ferrão, ou Ferrim como é conhecido, já disputou competições de Futsal, Basquetebol, Handebol, Futebol de Mesa, Hóquei sobre patins, Atletismo, Ciclismo e Tênis de Mesa. No futebol, principal esporte em que atua, foi o primeiro time da capital cearense a ter sido campeão brasileiro em uma divisão quando ganhou a Série D de 2018, se tornando bicampeão da Série D em 2023,, sendo então o maior vencedor da Quarta Divisão nacional. Também possui 9 Estaduais, dentre outras conquistas.
O Ferroviário é um dos três grandes clubes do estado do Ceará. Tradicionalmente, faz dois clássicos contra seus históricos rivais: contra o Ceará Sporting Club, é chamado de Clássico da Paz (antigo Clássico das Multidões); contra o Fortaleza Esporte Clube, é denominado Clássico das Cores. Sua torcida é conhecida pela simpatia e pela lealdade ao Tubarão da Barra. Entre suas torcidas organizadas destacam-se a Falange Coral e a Ultras Resistência Coral. Seu uniforme principal é composto por camisa branca com duas faixas diagonais (vermelha e preta) na altura do peito, calção branco e meias brancas. Seu mascote é o tubarão. Seu estádio, a Vila Olímpica Elzir Cabral, tem capacidade para 4.500 pessoas.

## História

### Fundação

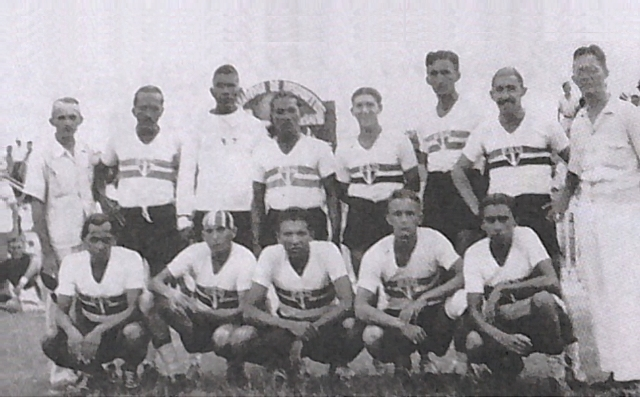
Ferroviário - 1947

O futebol cearense nos seus primórdios foram praticados por rapazes da sociedade alencarina. A partir da década de 1930, surgem os times com representantes das camadas mais baixas. Em 1933, a Rede de Viação Cearense começou a fazer serviços extraordinários no turno da noite, para consertar locomotivas, carros e vagões na oficina do Urubu. Os operários mais jovens que moravam longe dali, escolheram o futebol como passatempo entre os dois turnos da alienante jornada de trabalho. Formaram então dois times com os nomes das plantas que foram retiradas na preparação do campo de futebol: "mata-pasto" e "jurubeba". Da junção dos dois times formou-se o time "Ferroviário" que disputou várias partidas amistosas pela periferia operária até que, em 9 de maio, com a ajuda do funcionário da RVC, Valdemar Caracas, foi fundado oficialmente o Ferroviário Atlético Clube, além de técnico do time em 1945, quando conquistou o primeiro dos nove títulos estaduais do time no campeonato cearense de futebol.

### Década de 1930: Do Matapasto e do Jurubeba surgiu o Ferroviário
Da união de duas equipes de operários da estrada de Ferro, surgiu o Ferroviário Atlético Clube. No ano de 1937 disputa a Série B do cearense e com sua conquista, assegura a vaga do estadual seguinte. Em seu primeiro estadual com os grandes do futebol local o Ferrão fica na nona colocação no total de dezesseis equipes na competição com um time formado em sua maioria pelos operários da Rede de Viação Cearense, Valdemar Caracas queria ir longe promoveu o início da profissionalização do futebol cearense em 1939 trazendo o zagueiro Popó do Great Western de Pernambuco, um jogador negro. Era só o começo das primeiras contratações de fora na vida do clube, também do futebol pernambucano o craque Zuza e o extrema-esquerda Chinês. Do interior do Piauí, veio o endiabrado Pepê. Mas foi de São Paulo a chegada mais festejada, o centro-médio Miro, titular do Corinthians em 1938 a equipe tinha até em Maracanaú, um sítio que era o local da concentração coral antes dos jogos a equipe fica na quinta colocação de sete equipes que disputaram o certame.

### Década de 1940: O primeiro estadual e a denominação de "Clube das Temporadas"
A década de 1940, começa com o tubarão da barra, alcançando o vice-campeonato, perdendo para o Tramways Sport Club que tinha o apoio da empresa de energia do estado. No ano seguinte fica na quarta colocação, participando da estreia do Estádio Presidente Vargas, em 1942 mais um vice-campeonato, em 1943 ocupa a terceira colocação geral do estadual, no ano seguinte repete a colocação do estadual. No ano de 1945 o Ferrão entra disposto pela briga do campeonato daquele ano, disputando ponto a ponto com a equipe dos príncipes, que tentavam um inédito tricampeonato para equipe cintanegrina, final da história: Ferrão campeão cearense pela primeira vez.

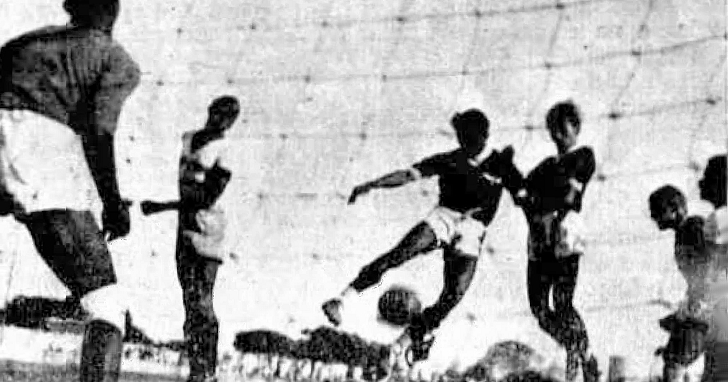
Primeiro Gol do PV - Chinês

Em 1946 perde o bicampeonato para o Fortaleza, no ano seguinte, ambas equipes disputaram mais uma vez a final, no primeiro jogo: vitória do Fortaleza por 4x1, n segundo empate de 3x3 só que com contestação dos corais, pois um atleta ser expulso por reclamação. Em 1948 fica na quarta colocação, em 1949 mais um vice-campeonato.
Nessa década ganha a alcunha de Clube das Temporadas porque quase sempre derrotava as equipes expressivas do futebol nacional pelo país, desses jogos, um dos mais importantes deu-se contra o Fluminense, que tinha sagrado-se Super Campeão Carioca de 1946. Na temporada de amistosos pelo Norte-Nordeste, o clube das Laranjeiras massacrou equipes em Pernambuco, Bahia, Paraíba, Maranhão e Pará. Em terras cearenses, o Fluminense aplicou goleadas de 5–0 no Fortaleza e 5–1 no Ceará. No dia 1º de janeiro de 1949, um grande público compareceu ao Estádio Presidente Vargas esperando mais uma goleada do time carioca, dessa vez sobre a equipe coral. Mas todos foram surpreendidos por uma exibição de gala do Ferroviário. Com um gol de Manuel de Ferro aos 28 minutos do primeiro tempo e outro gol de Zuzinha aos 22 do segundo, o time dos operários da estrada de ferro derrotara o todo poderoso Fluminense por 2–0.

### Década de 1950: Surge a denominação "Time do Povo" e "Time Proletário" e mais dois estaduais com a força proletária
Em 1950 o Ferrão conquista mais um estadual com três pontos na frente do Fortaleza. Em 1951 mais um vice-campeonato. Em 1952 ganhou as alcunhas de Time do Povo e de Time Proletário, por ser o único ligado ao povo, diferente dos times elitizados (Ceará, Fortaleza, América-CE) e do time dos acadêmicos (Gentilândia). Em 1952, retorna ao trilhos da conquista com mais um campeonato após uma emocionante sequência de 4 jogos improvável contra o Ceará.
No dia 11 de janeiro de 1953, já aos 41 minutos do segundo tempo, o Ceará comemorava o título cearense em cima do Ferroviário. Foi quando Macaúba marcou um gol e deu a vitória coral pelo placar de 2–1, forçando a realização de uma melhor de três. Nos dois jogos seguintes, nos dias 18 e 25 de janeiro, uma vitória coral por 1×0, gol de Augusto, e um empate em 1–1, gol de Nirtô. Nirtô e Augusto foram os marcadores do quarto jogo decisivo, vitória coral na semana seguinte, de virada, 2–1 com um grande carnaval no PV, uma conquista quase que improvável para um time proletário e tecnicamente inferior ao adversário, formado por em sua grande maioria por operários da antiga Rede de Viação Cearense, desde eletricistas a bombeiros.
Em 1953 mais um vice-campeonato e no ano seguinte um quarta colocação. Em 1955 mais um vice-campeonato pros corais e no ano seguinte uma péssima sétima colocação no certame com oito equipes. Em 1957 uma quarta colocação, tendo Pacoti como artilheiro do estadual com 24 gols. Em 1958 ocupa a terceira colocação tendo Zé de Melo como artilheiro com 21 gols e quarto colocado em 1959.

### Década de 1960: A quebra do jejum de títulos com o último título invicto no Estado
Em 1960 o Ferrão fica na segunda colocação perdendo o estadual para o Fortaleza, em 1961 e 1962 fica na quinta colocação, 1963 fica com o vice-campeonato, em 1964, 1965 e 1966 repete a quinta colocação. Em 1967 conquista um vice-campeonato.
O ano de 1968 a diretoria coral passa por uma renovação com a chegada de jovens engenheiros da RFFSA e capitaneados pelo presidente Elzir Cabral, começavam a escrever uma nova história para o clube ao vencer mais um estadual o último campeão invicto,. como assim é conhecido até hoje o elenco do coral daquele ano, quebrando um longo jejum de títulos desde 195], com ampla supremacia e entrou para história eterna do futebol alencarino. No dia 28 de julho, o jogo decisivo foi contra o Fortaleza, que também brigava pelo título naquele domingo, João Carlos marcou para o Ferrão e Croinha anotou o seu para o Fortaleza. O empate de 1x1 garantiu a conquista coral. O treinador Ivonísio Mosca de Carvalho mandou à campo: Cavalheiro, Wellington, Flodoaldo (Luiz Paes), Gomes e Barbosa; Edmar e Coca Cola; Mano, João Carlos, Paraíba e Raimundinho (Lucinho) com a presença do locutor que trouxe bons fluidos para a equipe coral, Oliveira Ramos, criador do slogan "Aí é Ferrim, meu filho", dita espontaneamente para realçar glórias e momentos de alegria do time coral nos gramados locais voltando para a narração da final do Cearense de 1968 para a TV Ceará trouxe bons fluidos Fortaleza. Em 1969 fica na terceira colocação.

### Década de 1970: O começo da década com título e mais outro jejum
O começo da década vem com mais uma conquista coral com o título de 1970, perde a hegemonia em 1971 ficando na terceira colocação, em 1972 fica na quinta colocação, no triênio: 1973, 1974 e 1975, o Ferrão fica na terceira colocação do cearense, em 1976 a equipe coral ocupou a quinto lugar, em 1977 e 1978 a terceira colocação, colocando fim ao jejum de títulos somente em 1979 com a chegada do treinador Urubatão Calvo Nunes muda a postura do time após irregular campanha no 1º turno, goleia Ceará por 4x2 e o Fortaleza por 5–0. Venceu o turno e colocou o time coral na final, faltando 40 dias muda o comando e César Moraes assume depois sagrou-se campeão cearense, evitando o penta do Ceará ainda tendo Paulo César como artilheiro com 29 gols.

### Década de 1980: O fim do jejum em 1988
Em 1980 chega a final numa melhor de três, no dia 20 de novembro de 1980 o Ferroviário vence o Ceará no Castelão no primeiro jogo da melhor de três. Bibi (filho de Didi) encheu o pé e fez um gol de placa e o da vitória por 1–0 logo depois aconteceu um terremoto em Fortaleza ficando marcado para sempre na memória dos corais essa partida, mas depois perde o campeonato de 1980 e 1981 para o Ceará e 1982 e 1983 para o Fortaleza. Em 1984 tem um queda ficando em oitavo lugar de dez que disputaram. Em 1985, 1986 e 1987 ocupa a terceira colocação do estadual, sendo que em 1985 tem o artilheiro do estadual Luís Alberto Duarte dos Santos com 24 gols. Em 1988 quebra o jejum de 9 anos com o gol de Marcelo Veiga de pênalti contra o Fortaleza, no ano seguinte perde o estadual para o Ceará.

### Década de 1990: O ciclo gordo do Tubarão com o bicampeonato
A década começa com o Ferrão ocupando a parte debaixo da tabela ficando na sétima colocação em 1990, em 1991 soube para quarta colocação e em 1992 cai para sexto geral. Em 1993 fica com a quarta colocação, fazendo a base para o time bicampeão que viria em 1994 fazendo 55 pontos em 37 jogos, 21 vitórias, 13 empates e 3 derrotas, marcando 81 gols e sofrendo 24 gols tendo saldo de 57.
Em 1995 em 47 jogos, faz 103 pontos oriundo de 30 vitórias, 13 empates e 4 derrotas, marcando 95 gols e sofrendo 35 gols tendo saldo 60 gols e Batistinha artilheiro no primeiro estadual com 20 gols e Robério no outro com 26 gols, perde o tricampeonato em 1996 para o Ceará, em 1997 fica na terceira colocação, no ano seguinte ganha um turno mais perde de novo mais uma final para o Ceará. Em 1999 cai pro sétimo lugar geral.

### Década de 2000: A década em branco
Em 2000 o Ferrão tem uma péssima campanha no estadual com a oitava colocação, em 2001 sobe para sexto geral, quinto em 2002 e vai para final com o Fortaleza em 2003 perdendo o título, em 2004 fica mais uma vez na parte debaixo da tabela na sétima colocação, no ano seguinte sobe para terceira colocação, quarta em 2006, repete a quinta colocação em 2007 e em 2008, sobe para a terceira em 2009.

### Década de 2010: Da queda pra Segundona do Estadual ao retorno à elite do Estadual e ao Título Brasileiro
A década de 2010 começou com campanhas pífias no estadual que culminaram com o temido rebaixamento, em 2011, o time coral ficou a um ponto de ser rebaixado. No ano seguinte acabou terminando o certame entre os três últimos rebaixados. Porém, o time de Crateús foi punido com a perda de 13 pontos por escalação irregular de 3 jogadores e acabou caindo para a série B, salvando o Ferroviário.
Em 2013 o Ferrim joga bem o primeiro turno, ficando em segundo lugar. Mas no segundo turno acaba em último, terminando a classificação geral num modesto 7º lugar, em 2014 o pesadelo coral se confirma: pela primeira vez em sua história o time é rebaixado para a série B de 2015, junto com Tiradentes e Crato.
Em 2015 o Ferroviário disputou, pela primeira vez nesse século a Série B do Campeonato Cearense. Depois de uma fraca campanha, terminou a classificação em 6º lugar, não conseguindo o sonhado acesso. Em 2016 o Ferroviário disputou, pela segunda vez em sua história, a Série B do Campeonato Cearense. Terminou a competição em 3º lugar, não conseguindo o sonhado acesso, no entanto, no dia 15 de dezembro de 2016 a Federação Cearense de Futebol informou em coletiva de imprensa realizada na sede desta, que o Guarany de Sobral não apresentou documentos que comprovavam a regularidade fiscal do clube, ficando assim automaticamente rebaixado para a segunda divisão de 2017. O Ferrão herda a vaga e disputará o Campeonato Cearense Série A de 2017 e após a desistência do Alto Santo (campeão da segunda divisão estadual durante a temporada de 2016), o Ferroviário volta a disputar a Série A do Campeonato Cearense. O clube objetivou principalmente voltar à figurar no cenário nacional, buscando alcançar uma vaga na Série D do Campeonato Brasileiro e na Copa do Brasil de 2018. O time começa o campeonato com uma pré-temporada bem reduzida, devido à confirmação da sua participação na Série A ter se dado a poucos dias do início dos jogos. Foi mantida a base do elenco que disputou a Série B em 2016, mas também realizaram-se diversas contratações para reforçar o elenco, trazendo contribuições famosas do torcedor cearense, como é o caso do técnico Marcelo Vilar, consagrado principalmente no futebol paraibano e dos atacantes Assisinho e Mota, um dos maiores ídolos do rival Ceará. O jogo inicial da nova fase do Ferroviário foi contra o rival Fortaleza, no dia 15/01. Ao contrário ao que a imprensa e muitos acreditavam, o "Ferrim" conseguiu um empate de 2x2 contra o atual bicampeão cearense, mostrando que ainda tinha forças e poder para surpreender na temporada. Na 1ª fase, o time coral terminou na sexta colocação, se classificando às quartas-de-final, onde ganhou do Horizonte nos pênaltis após dois empates por 1x1, chegando à semifinal e garantindo vaga na Série D de 2018 e com vice- campeonato cearense em 2017, também garante vaga na Copa do Brasil e Copa do Nordeste para a temporada seguinte.
Em 2018 o Ferroviário estreou com derrota na Copa do Nordeste, perdendo por 3 a 1 do ABC-RN, a equipe acabou não rendendo o esperado sendo eliminado na fase de grupo, já na Copa do Brasil após 14 anos de ausência, a equipe começou uma jornada heroica contra o Confiança (ambas equipes têm uma importante característica histórica em comum, possuem origens proletárias. Enquanto o Ferrão foi fundado por trabalhadores da rede ferroviária, em 1933, a equipe sergipana surgiu dentro de uma fábrica de tecelagem, três anos depois, em 1936.) em 7 de fevereiro saiu como vencedor após um jogo complicado. Avança pra segunda fase pra enfrentar o Sport na Ilha do Retiro em Recife. Após está perdendo por 3 a 0 até os 30 minutos do 2º tempo, quando deu início à reação até o empate. A partida precisou ser decidida nas penalidades, com o time coral batendo os pernambucanos por 4 a 3 e avançando para a 3ª fase da Copa do Brasil. O feito garante ao clube da Barra do Ceará mais R$ 1,4 milhão de cota na competição. Os torcedores presentes na Ilha do Retiro presenciaram uma retomada que vai ficar marcada na história do Ferroviário dirigido na época pelo treinador Ademir Fonseca . A equipe foi presenteada pela entrega máxima dentro de campo, não desistindo de um jogo que já parecia perdido. foi buscar o placar com uma partida inspirada de Valdeci, que saiu do banco para servir os companheiros e marcar o terceiro do Ferrão. O Sport começou a construir o placar no 1º tempo, com gol de Anselmo. No 2º tempo, ampliou com Fabrício e Marlone. O Ferroviário perdia por 3 a 0 até os 30 minutos da etapa final, quando Mazinho descontou de cabeça. O mesmo Mazinho voltou a balançar as redes aos 37 minutos. E, aos 41 minutos, o incansável Valdeci empatou o jogo. Nos pênaltis, o goleiro Bruno Colaço brilhou e pegou duas cobranças, garantindo o Ferrão na próxima fase da Copa do Brasil.
Avança para terceira fase para enfrentar o Vila Nova, dia 28 de fevereiro empate de 1x1 no Estádio Presidente Vargas . Já no jogo de volta dia 15 de março, no Serra Dourada lotado, a primeira etapa do jogo foi bastante equilibrada, com oportunidades para as duas equipes, mas aos 21 minutos da etapa inicial, em cobrança de falta, Janeudo abriu o placar. Resultado do primeiro tempo. O segundo tempo de jogo foi de grande pressão do time mandante, que buscava o empate de qualquer maneira, tinha a posse de bola, mas não ameaçava efetivamente a meta do goleiro Léo. O Ferrão conseguiu se defender bem e manter o placar de 1 x 0 até o final do jogo. Com o resultado o Tubarão da Barra chega na quarta fase da Copa do Brasil. Apenas com a premiação da Copa do Brasil, o Ferrão já faturou mais de 5 milhões de reais pensando especialmente na Série D (4ª Divisão Brasileira)
. Encerra participação frente ao Atlético Mineiro derrota em Belo Horizonte por 4x0 no dia 4 de abril  e 2x2 na capital cearense no dia 18 de abril ficando na 21ª colocação na Copa do Brasil
No dia 27 de maio começa a Campeonato Brasileiro por Ferroviário empata em 1x1 com o Cordino, após os 6 jogos se classifica em primeiro colocado do Grupo 4 com 10 pontos em 6 jogos, tendo 2 vitórias e 4 empates e nenhuma derrota com 7 gols marcados a favor e 5 contra com aproveitamento de 55.6%, avança pra segunda fase pra enfrentar novamente o Cordino confrontos realizado em 3 de junho empate em 3 x 3 e vitória coral por 1x0 no jogo da volta que consegue a classificação para enfrentar o Altos após duas 
nas Oitavas de Final, 1 x 0 em casa e 2 x 4 fora, avança para quartas de finais valendo o acesso contra o Campinense vitória em Fortaleza por 3 x2  e derrota no tempo normal por 1 x 0 mas vencendo por 5 x 4 nos pênaltis. Agora nas semi-finais o Ferrão enfrentaria Esporte Clube São José do Rio Grande do Sul com os placares de 3 x 1 na ida e mesmo perdendo fora de casa por 2 x 1 se classifica pra a grande final,
Nos dias 30 de julho o primeiro jogo da final vitória por 3 x 0 em cima do Treze e na volta em Campina Grande no dia 4 de agosto mesmo perdendo por Treze por 1 x 0  se torna Campeão Brasileiro da Série D de 2018 e tornando o primeiro time da capital cearense a ter um título brasileiro. foram 10 jogos com 7 Vitórias, 6 Empates e 3 Derrotas com 26 Gols marcados e 18 Gols sofridos e o artilheiro da competição foi Edson Cariús do Ferrão com 11 gols.

### Campeonato Brasileiro
O Ferroviário já participou por 6 vezes da Série A do Campeonato Brasileiro, sendo a última delas em 1984, quando terminou em 33º. Seu melhor resultado foi o 27º lugar em 1981.
Na Série B, já esteve por 8 vezes, sendo a última delas em 1991, onde ficou em 44º, enquanto que o melhor resultado foi um 6º lugar em 1971.
Na Série C, disputou a competição por 12 vezes, sendo um dos clubes mais importantes desta divisão do futebol brasileiro. É o clube que mais balançou as redes adversárias, e um dos clubes que tem o maior somatório de pontos ao longo da história na Série C. Suas melhores classificações foram o 6º lugar de 1997 e o 5º de 2006, ano este em que ascenderam à Série B, 4 clubes, 3 dos quais chegaram a Série A nos anos seguintes (Vitória e Ipatinga em 2008, e Grêmio Barueri em 2009), além do Criciúma, o campeão da competição, único time que o Ferrão não conseguiu vencer naquele ano. Dentre os vários jogos históricos daquela campanha, pode-se citar o massacre sobre o Bahia por 7x2 no PV, quando somente no primeiro tempo o Ferrão já vencia por 5x0.
Já pela Série D o clube participou pela 1 vez, no ano de 2009, ficando na 15º colocação geral. Voltou à quarta divisão nacional em 2018, após garantir vaga chegando às semifinais do Cearense de 2017.
Em 2018, após boa campanha na Série D do Campeonato Brasileiro, o Ferrão conquistou o tão sonhado acesso à terceira divisão nacional, ao vencer o Campinense na primeira partida disputada no Castelão por 3x2, e perder a segunda por 1x0 (vitória nos pênaltis por 5x4). Após vencer o São José pelo agregado de 4-3, passou para a Final da Serie D. Na final jogou contra o Treze-PB, no jogo de ida venceu por 3-0 e, no jogo de volta, perdeu pelo placar mínimo de 1-0. O Ferroviário ganhou o seu primeiro título brasileiro, sendo o segundo time cearense (primeiro foi o Guarany de Sobral) a ganhar um título nacional.
Em 2023, na Série D o Ferroviário fez história com a melhor campanha da história da competição, tendo sido campeão invicto, conquistando 36 pontos na fase inicial (o recorde anterior era do Castanhal-PA na Série D de 2021 com os mesmos 36 pontos, porém eliminado na Segunda Fase), passando pelas equipes Princesa do Solimões e Nacional Atlético Clube (Patos) até conquistar o acesso para a Série C de 2024 em um emocionante confronto contra o Maranhão Atlético Clube, tendo dois empates em 1-1 e classificação nos pênaltis pelo placar de 3-0.
Após isso, o Ferroviário chegou a final após um confronto contra o Caxias do Sul, encerrando o campeonato com o melhor desempenho de qualquer clube na história da competição, torna-se campeão vencendo a Associação Ferroviária de Esportes; o primeiro jogo realizado no Estádio Fonte Luminosa em Araraquara foi zero a zero, porém, o jogo de volta realizado no Estádio Presidente Vargas a partida foi vencida pelo Ferroviário por dois a um; sendo campeão invicto do Campeonato Brasileiro de Futebol de 2023 - Série D fato que não ocorria desde quando o Volta Redonda Futebol Clube consagrou-se campeão inivicto em 2016. O Duelo entre Ferroviário e a Ferroviária de Araraquara ficou conhecido como Clássico dos trilhos.

## Estrutura

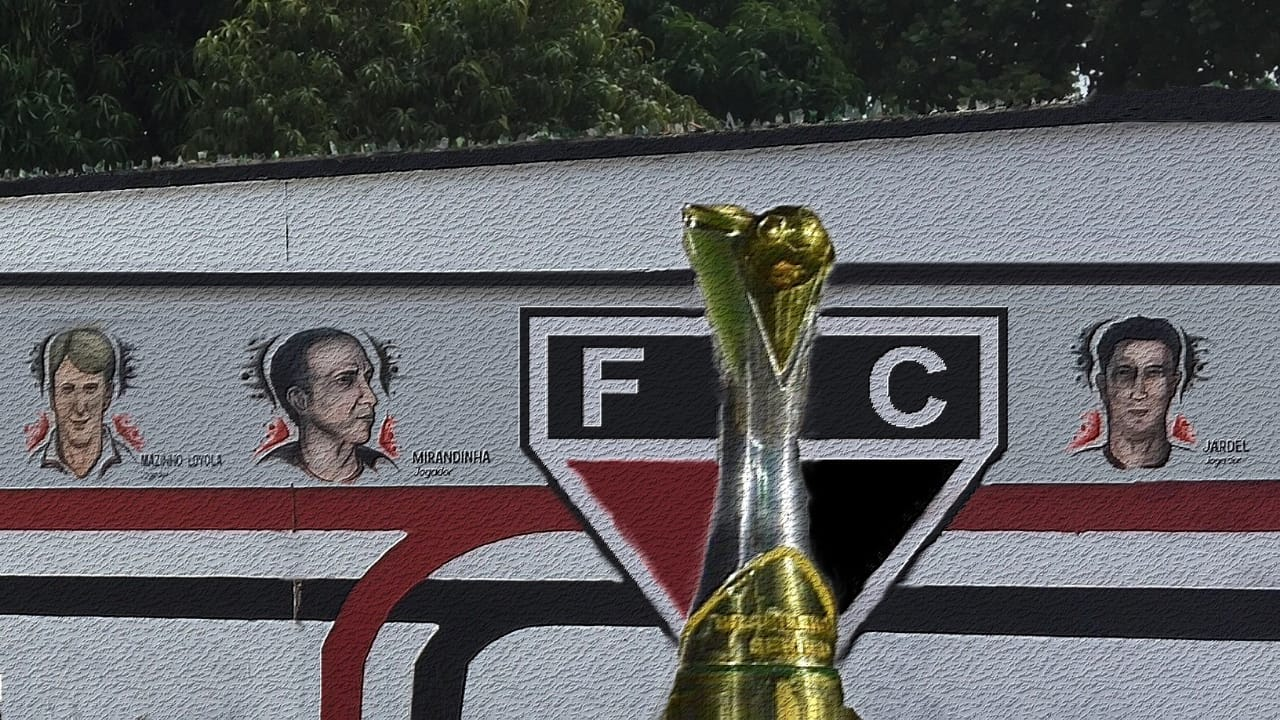
Muro da Vila olímpica Elzir Cabral com desenhos de ídolos corais e a Taça da Série D

Situada em um dos mais tradicionais bairros da capital cearense, na Barra do Ceará, marco zero da cidade de Fortaleza Vila Olímpica Elzir Cabral desde a segunda metade da década de 1960 é a sede e o estádio do clube. Elzir de Alencar Araripe Cabral, presidente por quatro oportunidades entre 1950 e 1960, foi o principal responsável pela aquisição do terreno onde hoje está localizado o estádio, que, por justiça, recebe o nome do ex-dirigente e ex-engenheiro da RFFSA (Rede Ferroviária Federal S/A).
Com uma extensa área de 5 hectares, entre espaços livres e já construídos, a sede coral possui uma estrutura física que conta com estacionamento privativo, salão de festas, sala de troféus, sala de imprensa, ambiente administrativo, academia, alojamentos, refeitório, além do Estádio Elzir Cabral, que, segundo o CNEF (Cadastro Nacional de Estádios de Futebol), possui, atualmente, capacidade oficial para 4.200 torcedores. Sua inauguração para jogos oficiais aconteceu no dia 19 de março de 1989 na partida entre Ferroviário e Guarani de Juazeiro, placar de 6x0 para o tubarão da barra, o gol inaugural foi marcado por Cacau, nesse jogo teve o maior público presente oficialmente 8.922 torcedores. A maior goleada imposta pelo Ferroviário em seu estádio foi no Campeonato Brasileiro de 1998: 7×0 em cima do Corisabbá/PI.

## Símbolos

### Escudo
De acordo com o estatuto do clube, o símbolo do Tricolor da Estrada de Ferro é formado por um triângulo isósceles branco, invertido, com base maior elevada por um retângulo com altura igual à metade da lateral do referido triângulo. Dentro dessa parte alongada encontra-se outro retângulo, de cor preta, com as iniciais FAC em branco. No interior do triângulo uma faixa branca de largura igual a um quarto da lateral menor com dois triângulos escalenos, um vermelho à esquerda e outro preto, à direita. O escudo é semelhante ao do São Paulo.
A estrela dourada, introduzida no escudo, representa a conquista do Campeonato Brasileiro de Futebol de 2018 - Série D.

### Mascote

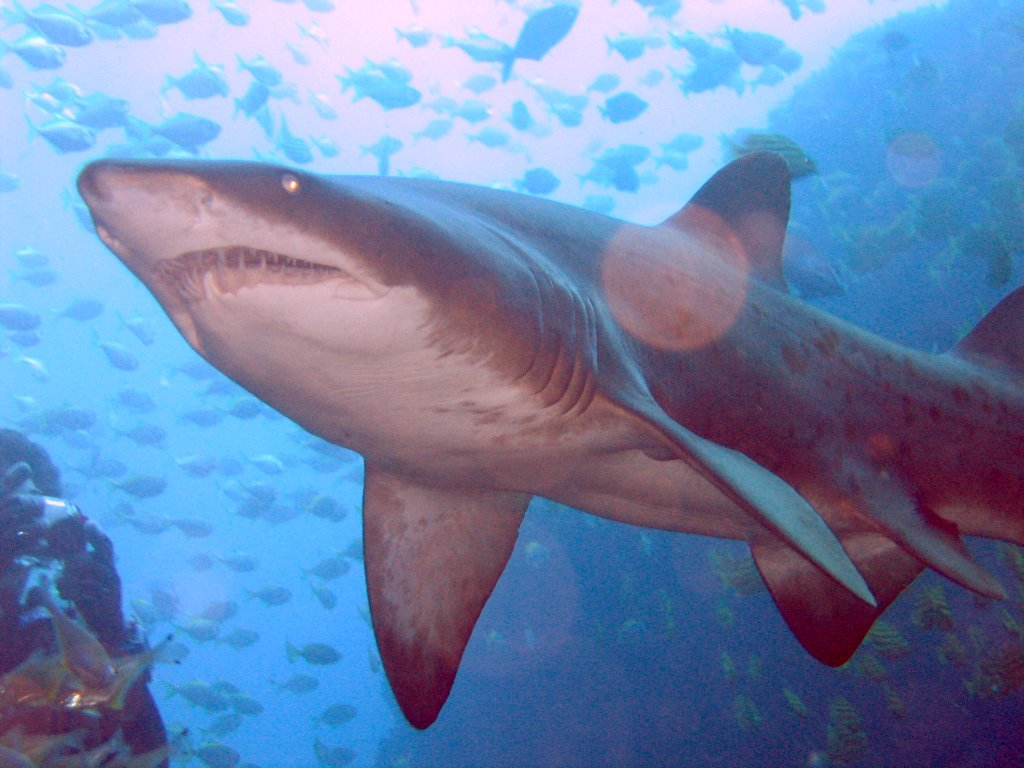
Tubarão, mascote do time da Barra

O Mascote do Ferroviário Atlético Clube é o Tubarão, chamado por sua torcida de Tutuba, O Tubarão da Barra. A "Barra" mencionada é a Barra do Ceará, bairro proletário e um dos mais conhecidos de Fortaleza.

### Uniformes
O uniforme titular é composto de camisa branca com duas faixas diagonais, sendo das cores vermelha e preta. Já o uniforme reserva é composto por faixas verticais vermelhas, brancas e pretas. Em 2008 surge o terceiro uniforme na cor preta, padrão utilizado até o ano de 2010 e voltando em 2013 e 2019. Em 2015 foi usado um terceiro uniforme com cor diferente das três tradicionais do clube na volta do Ferroviário a Série B do Estadual depois de 78 anos.

## Torcida
No dia 25 de maio de 1969 é fundada a Associação dos torcedores corais primeira associação/torcida organizada do Tubarão da Barra.
A torcida atualmente é a 3ª maior do Estado do Ceará, 13ª maior da Região Nordeste e 45ª do Brasil, segundo o Datafolha, com cerca de 200 mil torcedores, segundo a Gazeta Mercantil.

## Ídolos no futebol
| Jogador                   | No Ferroviário | Outros Clubes                                                                                           |
| ------------------------- | --- | --- |
| Marcelo Veiga (lateral)   | Ídolo coral no final dos anos 1980, marcando inclusive o gol do título do campeonato cearense de 1988.                                                          | Santos, Internacional, Portuguesa, Goiás e Bahia.                                                       |
| Celso Gavião (zagueiro)   | Líder do time campeão cearense de 1979. | Vasco da Gama e campeão mundial em 1987 pelo Porto.                                                     |
| Nasa (meio-campista)      | Proveniente do futebol de Juazeiro do Norte. Bicampeão cearense pelo Ferroviário em 94/95.                                                                      | Campeão da Taça Libertadores em 1998 pelo Vasco da Gama.                                                |
| Lima (meio-campista)      | Proveniente do futebol do Amazonas. Considerado o Pulmão de Aço, Campeão cearense pelo Ferroviário em 94.                                                       | União São João, Roma e Lokomotiv Moscou.                                                                |
| Jardel (atacante)         | Iniciou nas categorias de base do Ferroviário. Brilhou no time principal do Ferroviário em 1990. Regressou ao Ferrão em 2009, disputando o Campeonato Cearense. | Vasco da Gama, Grêmio, Porto, Sporting, Galatasaray, Bolton e Newell's Old Boys.                        |
| Pacoti (atacante)         | Nascido em Quixadá, começou a carreira no Ferroviário, onde sagrou-se artilheiro do campeonato cearense de 1957.                                                | Sport, Vasco da Gama e Sporting.                                                                        |
| Mirandinha (atacante)     | O primeiro jogador brasileiro a jogar no futebol inglês. Nasceu no Ferroviário, onde ainda iniciaria sua carreira como técnico.                                 | Ponte Preta, Fortaleza, Palmeiras, Corinthians e Newcastle. Convocado também para a Seleção Brasileira. |
| Jorge Veras (atacante)    | Foi o grande artilheiro do Ferroviário em 1982 e 1983. Destacou-se novamente no Ferrão como técnico das categorias de base.                                     | Criciúma (maior artilheiro de todos os tempos desse clube até hoje), Fortaleza e Grêmio.                |
| Mazinho Loyola (atacante) | Outra cria da casa, estreou no Ferroviário em 1987 e foi campeão cearense de 1988. Finalizou sua carreira no próprio Ferrão.                                    | Fortaleza, São Paulo, Internacional e Paraná.                                                           |
| Mota (atacante)           | Artilheiro das equipes inferiores do Ferroviário, estreou no time principal em 1997. Campeão mineiro e brasileiro de 2003 pelo Cruzeiro.                        | Ceará, Cruzeiro, Sporting, Seongnam Ilhwa Chunma e Pohang Steelers                                      |
| Édson Cariús (atacante)   | Grande responsável pela conquista do Campeonato Brasileiro da Série D e da Taça Fares Lopes em 2018, sendo artilheiro no campeonato nacional.                   | Barbalha, Quixadá, Coruripe, Sousa, Uniclinic, Floresta.                                                |
| Ciel (atacante)           | Artilheiro na campanha do clube na conquista do Bicampeonato Brasileiro da Série D em 2023.                                                                     | Santa Cruz, Ceará, ASA, Guarany de Sobral, Al Shabab, Al Ahli, Caucaia, Sampaio Corrêa, Tombense        |

Para se ter uma ideia da grande capacidade de revelar talentos do Ferroviário Atlético Clube, o Internacional, campeão da Copa Libertadores da América de 2006 e do Mundial de Clubes do mesmo ano, teve quatro jogadores que vestiram a camisa coral, sendo três deles egressos diretamente das categorias de base do Ferrão. São eles:
| Jogador                   | No Ferroviário | Outros Clubes                                                                                           |
| ------------------------- | --- | --- |
| Clemer (goleiro)          | Proveniente do futebol maranhense. Eleito o melhor goleiro do campeonato cearense de 1993 pelo Ferroviário.                    | Remo, Portuguesa, Flamengo e Internacional. Convocado para a Seleção Brasileira.                        |
| Iarley (meio-campista)    | Categorias de base do Ferroviário. Defendeu o time principal do Ferroviário em algumas oportunidades e logo foi para a Europa. | Real Madrid "B", Paysandu, Ceará, Boca Juniors, Dorados de Sinaloa, Goiás, Internacional e Corinthians. |
| Márcio Mossoró (atacante) | Categorias de base do Ferroviário. Foi levado para o interior paulista pelo ex-treinador coral Edmundo Silveira.               | Paulista, Internacional, Marítimo (PT), Braga (PT) e Al-Ahli                                            |
| Ediglê (zagueiro)         | Categorias de base do Ferroviário. Defendeu o Ferroviário e logo recebeu oferta do rival, de onde sai logo depois.             | Ceará, São Raimundo-AM, 15 de Novembro, Internacional, Marítimo (PT), Portuguesa, Náutico e Linense     |

## Títulos
| NACIONAIS | NACIONAIS                       | NACIONAIS | NACIONAIS                                             |
|           | Competição                      | Títulos   | Temporadas                                            |
| --------- | ------------------------------- | --------- | ----------------------------------------------------- |
|           | Campeonato Brasileiro - Série D | 2         | 2018 e 2023                                           |
| ESTADUAIS |                                 |           |                                                       |
|           | Competição                      | Títulos   | Temporadas                                            |
|           | Campeonato Cearense             | 9         | 1945, 1950, 1952, 1968, 1970, 1979, 1988, 1994 e 1995 |
|           | Taça Fares Lopes                | 3         | 2018, 2020 e 2024                                     |
|           | Copa dos Campeões Cearenses     | 1         | 2019                                                  |
|           | Torneio Início do Ceará         | 5         | 1940, 1941, 1946, 1949 e 1966                         |

Notas
 Campeão Invicto
 Torneio com chancela da CBD/CBF.

## Estatísticas
|  | Participações em 2025 |

| Competição | Competição            | Temporadas | Melhor campanha                | Estreia | Última | P | R |
| Ceará      | Campeonato Cearense   | 86         | Campeão (9 vezes)              | 1938    | 2025   |   | 1 |
| Ceará      | Série B               | 2          | 3º colocado (2016)             | 2015    | 2016   | 1 | – |
| Ceará      | Copa Fares Lopes      | 11         | Campeão (2018, 2020 e 2024)    | 2010    | 2024   |   |   |
|            | Copa do Nordeste      | 7          | Quartas de final (2023 e 2025) | 1997    | 2025   |   |   |
| Brasil     | Campeonato Brasileiro | 6          | 27º colocado (1981)            | 1979    | 1984   |   | 2 |
| Brasil     | Série B               | 7          | 6º colocado (1971)             | 1971    | 1991   | – | – |
| Brasil     | Série C               | 17         | 5º colocado (2006)             | 1988    | 2024   | – | 2 |
| Brasil     | Série D               | 4          | Campeão (2018 e 2023)          | 2009    | 2025   | 2 |   |
| Brasil     | Copa do Brasil        | 11         | 4ª fase (2018)                 | 1989    | 2025   |   |   |

## Números e fatos relativos
| \| Gols históricos do Ferroviário \| Gols históricos do Ferroviário \| Gols históricos do Ferroviário \| Gols históricos do Ferroviário \| Gols históricos do Ferroviário \| Gols históricos do Ferroviário \| \| Gols: Nº: \| Marcador \| Data \| Partida \| Estádio \| Competição \| \| ------------------------------ \| ------------------------------ \| ------------------------------ \| ------------------------------ \| --------------------------------------------------------- \| ------------------------------ \| \| 1 \| Procópio \| 8 de junho de 1934 \| 2–3 Fluminense/CE \| Campo da Praça das Pelotas (atual Praça Clóvis Beviláqua) \| Torneio Relâmpago \| \| 1000 \| Macaco \| 13 de Fevereiro de 1955 \| 1–2 Ceará \| Estádio Presidente Vargas \| Estadual de 1954 \| \| 2000 \| Facó \| 9 de setembro de 1967 \| 4–2 Fugas \| Estádio Elzir Cabral \| Partida amistosa \| \| 3000 \| Danilo \| 1 de junho de 1977 \| 3–1 Quixadá \| Estádio Presidente Vargas \| Estadual de 1977 \| \| 4000 \| Arimatéia \| 15 de outubro de 1986 \| 1–0 Seleção de Caucaia \| Estádio Municipal Raimundo de Oliveira Filho \| Partida amistosa \| \| 5000 \| Rômulo \| 8 de março de 1998 \| 2–2 Fortaleza \| Estádio Castelão \| Estadual de 1998 \| \| 6000 \| Eliélton \| 19 de julho de 2009 \| 3–0 Flamengo-PI \| Estádio Domingão \| Série C - 2009 \| \| 7000 \| Alisson \| 28 de junho de 2023 \| 2-1 Atlético-CE \| Estádio Presidente Vargas \| Série D - 2023 \| |           |                         |                        |                                                           |                   |
| |           |                         |                        |                                                           |                   |
| Gols históricos do Ferroviário |           |                         |                        |                                                           |                   |
| Gols: Nº: | Marcador  | Data                    | Partida                | Estádio                                                   | Competição        |
| 1 | Procópio  | 8 de junho de 1934      | 2–3 Fluminense/CE      | Campo da Praça das Pelotas (atual Praça Clóvis Beviláqua) | Torneio Relâmpago |
| 1000 | Macaco    | 13 de Fevereiro de 1955 | 1–2 Ceará              | Estádio Presidente Vargas                                 | Estadual de 1954  |
| 2000 | Facó      | 9 de setembro de 1967   | 4–2 Fugas              | Estádio Elzir Cabral                                      | Partida amistosa  |
| 3000 | Danilo    | 1 de junho de 1977      | 3–1 Quixadá            | Estádio Presidente Vargas                                 | Estadual de 1977  |
| 4000 | Arimatéia | 15 de outubro de 1986   | 1–0 Seleção de Caucaia | Estádio Municipal Raimundo de Oliveira Filho              | Partida amistosa  |
| 5000 | Rômulo    | 8 de março de 1998      | 2–2 Fortaleza          | Estádio Castelão                                          | Estadual de 1998  |
| 6000 | Eliélton  | 19 de julho de 2009     | 3–0 Flamengo-PI        | Estádio Domingão                                          | Série C - 2009    |
| 7000 | Alisson   | 28 de junho de 2023     | 2-1 Atlético-CE        | Estádio Presidente Vargas                                 | Série D - 2023    |

O Ferroviário Atlético Clube é o único clube cearense a ter participado de todas as edições do Campeonato Cearense de Futebol entre 1938 e 2014.
| \| Recordistas de gols[40] \| Recordistas de gols[40] \| Recordistas de gols[40] \| \| Atleta \| Gols \| Período(s) \| \| ------------------------------ \| ----------------------- \| ------------------------ \| \| Macaco \| 115 \| 1952–1959 \| \| Fernando \| 109 \| 1944–1964 \| \| Zé de Melo \| 95 \| 1955–1958 1963–1964 1966 \| \| Paulo César \| 88 \| 1978–1979 1980–1981 \| \| Pipi \| 85 \| 1945–1956 \| \| Artilheiros do Estadual \| \| \| \| Atleta \| Ano(s) \| Gols \| \| Mário Negrin \| 1943 \| 8 \| \| Manuel de Ferro \| 1947 \| 12 \| \| Pacoti \| 1957 \| 24 \| \| Zé de Melo \| 1958 \| 10 18 11 \| \| Lula \| 1975 \| 8 \| \| Paulo César \| 1979 \| 29 \| \| Luís Alberto Duarte dos Santos \| 1985 \| 24 \| \| Cacau \| 1989 \| 21 \| \| Batistinha \| 1994 \| 20 \| \| Robério \| 1995 \| 26 \| \| Rômulo \| 1998 \| 15 \| \| Maurício Pantera \| 2004 \| 12 \| \| Giancarlo \| 2013 \| 19 \| \| Edson Cariús \| 2019 \| 10 \| \| Maiores número de jogos[41] \| \| \| \| Atleta \| Nº de jogos \| Período \| \| Manoelzinho \| 403 jogos \| 1946–1962 \| \| Nozinho \| 388 jogos \| 1947–1961 \| \| Doca \| 338 jogos \| 1978–1985 \| \| Fernando \| 328 jogos \| 1944–1964 \| \| Coca-Cola \| 324 jogos \| 1965–1973 \| |             |                          |
| |             |                          |
| Recordistas de gols |             |                          |
| Atleta | Gols        | Período(s)               |
| Macaco | 115         | 1952–1959                |
| Fernando | 109         | 1944–1964                |
| Zé de Melo | 95          | 1955–1958 1963–1964 1966 |
| Paulo César | 88          | 1978–1979 1980–1981      |
| Pipi | 85          | 1945–1956                |
| Artilheiros do Estadual |             |                          |
| Atleta | Ano(s)      | Gols                     |
| Mário Negrin | 1943        | 8                        |
| Manuel de Ferro | 1947        | 12                       |
| Pacoti | 1957        | 24                       |
| Zé de Melo | 1958        | 10 18 11                 |
| Lula | 1975        | 8                        |
| Paulo César | 1979        | 29                       |
| Luís Alberto Duarte dos Santos | 1985        | 24                       |
| Cacau | 1989        | 21                       |
| Batistinha | 1994        | 20                       |
| Robério | 1995        | 26                       |
| Rômulo | 1998        | 15                       |
| Maurício Pantera | 2004        | 12                       |
| Giancarlo | 2013        | 19                       |
| Edson Cariús | 2019        | 10                       |
| Maiores número de jogos |             |                          |
| Atleta | Nº de jogos | Período                  |
| Manoelzinho | 403 jogos   | 1946–1962                |
| Nozinho | 388 jogos   | 1947–1961                |
| Doca | 338 jogos   | 1978–1985                |
| Fernando | 328 jogos   | 1944–1964                |
| Coca-Cola | 324 jogos   | 1965–1973                |

Alguns resultados expressivos obtidos pelo Ferroviário foram:
| Ferroviário 4–2 Bahia, em 1940                         |
| Ferroviário 5–2 Santa Cruz, em 1941                    |
| Ferroviário 4–2 Bahia, em 1941                         |
| Ferroviário 2–1 Santa Cruz, em 1942                    |
| Ferroviário 4–2 Sport, em 1943                         |
| Ferroviário 3–2 Paysandu, em 1946                      |
| Ferroviário 3–1 Náutico, em 1948                       |
| Ferroviário 2–0 Fluminense, em 1949                    |
| Ferroviário 1–0 e 2–0 Olaria, em 1949                  |
| Ferroviário 3–2 e 4–3 Treze, em 1949                   |
| Ferroviário 1–0 Olaria, em 1955                        |
| Ferroviário 2–1 Paysandu, em 1955                      |
| Ferroviário 4–1 Fluminense, em 1981                    |
| Ferroviário 4–0 América de Natal, em 2004              |
| Ferroviário 7–2 Bahia, em 2006                         |
| Ferroviário 3–3 e 4–3 * Sport, em 2018 - * Penalidades |
| Ferroviário 3-0 Ceará SC, em 2023                      |

### Jogos com grandes marcas[42]
- Jogo 0001: 13 de maio de 1934 – Ferroviário x Vai ou Racha – Partida amistosa – Passeio Público
- Jogo 0500: 3 de dezembro de 1955 – Ferroviário 0–6 Usina Ceará – Cearense – PV
- Jogo 1000: 2 de fevereiro de 1967 – Ferroviário 1–0 Calouros do Ar – Taça Fortaleza –PV
- Jogo 1500: 6 de junho de 1976 – Ferroviário 0–1 Icasa– Cearense – Romeirão
- Jogo 2000: 12 de fevereiro de 1984 – Ferroviário 0–3 ABC – Brasileiro – Castelão
- Jogo 2500: 31 de outubro de 1993 – Ferroviário 2–3 América de Natal – Brasileiro – PV
- Jogo 3000: 27 de agosto de 2002 – Ferroviário 2–0 Seleção de Caucaia – Partida amistosa – Estádio de Eusébio
- Jogo 3500: 22 de março de 2015 – Ferroviário 4–2 Nova Russas – Cearense – Estádio Mourãozão

### Jogos internacionais do Ferrão
No dia 14 de julho de 1957, enfrentou no PV o Montevideo Wanderers em um jogo muito disputado, mas com placar em 0–0. O Ferroviário, comandado pelo técnico Durval Cunha, atuou com Jairo, Manoelzinho (Lolô) e Nozinho; Renato, Macaúba e Eudócio; Zé de Melo, Pacoti, Macaco, Aldo e Fernando. Já os visitantes atuaram com Enríquez, Sosa e Tejera; Aude (Vásquez), Barrios e Méndez; Rumbo, Andrada, Sanabraia (Baska), Moscarelli (Giménez) e Rial.

#### O Tubarão na Polar UTS Cup
Na primeira semana de junho de 2007, o Ferroviário representou o Brasil na competição Polar UTS Cup, que contava também com Centro Barber (das Antilhas Neerlandesas), Utrecht e Dordrecht (ambos da Holanda). O torneio foi realizado na cidade de Willemstad, capital das Antilhas Holandesas, que é situada na ilha de Curaçao.
Na primeira rodada, o Ferrão eliminou o Centro Barber por 2–0, e o Utrecht derrotou o compatriota Dordrecht por 2–1. Na grande final, os holandeses superaram os cearenses por 1–0, com gol de Leroy George aos 30 minutos do segundo tempo, restando ao Ferroviário apenas o vice-campeonato. Foi a primeira e única aventura coral fora do território brasileiro em toda sua história.
| \| *Babá \| 203 jogos \| \| Lucídio Pontes \| 168 jogos \| \| Vicente Trajano \| 154 jogos \| \| Erandir Montenegro \| 138 jogos \| \| Ivonisio Mosca de Carvalho \| 112 jogos \| |             |
| |             |
| Treinadores com mais jogos |             |
| Treinador | Nº de jogos |
| *Babá | 203 jogos   |
| Lucídio Pontes | 168 jogos   |
| Vicente Trajano | 154 jogos   |
| Erandir Montenegro | 138 jogos   |
| Ivonisio Mosca de Carvalho | 112 jogos   |

### O artilheiro nacional
O Ferroviário teve, em 1992, o artilheiro do Campeonato Brasileiro da Série C: Jorge Veras, com 9 gols marcados e quando conquistou o título do Campeonato Brasileiro de Futebol de 2018 da Série D teve o artilheiro da competição o atacante Edson Cariús com 11 gols.

### Gols do Fantástico
A torcida sempre esperava chegar o domingo de noite para ver os Gols do Fantástico onde tinha a escolha do mais bonito da rodada em todo país na voz de Léo Batista. No dia 14 de junho de 1987 o atacante Ilo, na vitória diante do Fortaleza, que dois meses depois sagrava-se campeão cearense.

### O goleiro recordista
Marcelino chegou ao Ferroviário em dezembro de 1969 sendo campeão cearense no ano seguinte. Em 1973 teve grande repercussão nacional ao atingir o recorde de 1.295 minutos sem sofrer gols naquele ano, sendo atualmente a quarta melhor marca no Brasil e oitava no mundo inteiro. Foi de Fevereiro até junho daquele ano. Na longa lista de jogos sem sofrer gols, enfrentou Ceará, Fortaleza, Icasa,Quixadá, Calouros do Ar, Maguari-CE, Guarani de Juazeiro, Guarany de Sobral, Tiradentes-PI e América-CE durante 15 jogos oficiais sendo o algoz do goleiro coral e o ex-coral Ibsen pelo Maguari-CE sendo noticias nacional dos jornais e da televisão, merecendo até destaque na Revista Placar.

### Jogos no Dia do Padroeiro
O padroeiro do Ferroviário é São José desde das décadas de 70 e 80, depois que o clube teve sua sede administrativa e alojamentos construídos e uma estátua do santo foi colocada no local para iluminar os atletas residentes na Vila Olímpica Elzir Cabral ou em regime de concentração. O clube atuou 21 vezes ao longo das décadas no dia do padroeiro: 19 de março:
- 1947 – Ferroviário 2×4 Santa Cruz – Partida amistosa – Fortaleza – PV
- 1950 – Ferroviário 0x1 Fortaleza – Campeonato Cearense– Fortaleza – PV
- 1954 – Ferroviário 1×0 Fortaleza – Campeonato Cearense– Fortaleza – PV
- 1971 – Ferroviário 2×1 Tiradentes-CE – Campeonato Cearense– Fortaleza – PV
- 1972 – Ferroviário 0x1 Maguari-CE – Campeonato Cearense– Fortaleza – PV
- 1977 – Ferroviário 0x0 Ceará – Campeonato Cearense– Fortaleza – Castelão
- 1980 – Ferroviário 1×2 Mixto – Campeonato Brasileiro – Fortaleza – PV
- 1986 – Ferroviário 4×0 Guarani de Juazeiro – Campeonato Cearense– Fortaleza – PV
- 1987 – Ferroviário 2×0 Calouros do Ar – Campeonato Cearense– Fortaleza – PV
- 1989 – Ferroviário 6×0 Guarani de Juazeiro– Campeonato Cearense– Fortaleza – Elzir Cabral
- 1990 – Ferroviário 1×0 Calouros do Ar – Campeonato Cearense– Fortaleza – PV
- 1993 – Ferroviário 2×3 Ceará – Campeonato Cearense– Fortaleza – Castelão
- 1996 – Ferroviário 2×2 Ceará– Campeonato Cearense– Fortaleza – PV
- 1997 – Ferroviário 3×2 América-CE – Campeonato Cearense– Fortaleza – PV
- 2000 – Ferroviário 0x2 Itapipoca – Campeonato Cearense– Itapipoca/CE – Perilão
- 2002 – Ferroviário 0x0 Itapipoca – Partida amistosa – Itapipoca/CE – Perilão
- 2003 – Ferroviário 4×2 Itapipoca – Campeonato Cearense– Fortaleza – Elzir Cabral
- 2004 – Ferroviário 1×1 Boa Viagem – Campeonato Cearense– Fortaleza – PV
- 2006 – Ferroviário 1×2 Guarany de Sobral – Campeonato Cearense– Sobral/CE – Junco
- 2008 – Ferroviário 3×2 Atlético Cearense – Campeonato Cearense– Fortaleza – Elzir Cabral
- 2015 – Ferroviário 1x2 Atlético Cearense – Campeonato Cearense de Futebol - Série B – Fortaleza – PV

## Galeria dos presidentes
| - 1933 – José Roque - 1933–1934 – Antônio Leite Barbosa - 1934–1934 – João Francisco do nascimento - 1934–1938 – José Maciel - 1938–1940 – Antônio Pereira de Menezes - 1940 – Armando Campelo - 1940 – Humberto Monte - 1940–1941 – Heitor Ribeiro - 1941 – Cícero Pereira de Carvalho - 1941 – Heitor Ribeiro - 1941–1943 – Jaime Quintaz Perez - 1943 – Vicente Sales Linhares - 1943 – Antonio Pereira de Menezes - 1943–1945 – Honório Correia Pinto - 1945–1958 – Francisco Porfírio Sampaio - 1958–1959 – Elzir Cabral - 1959 – Walter Machado da Ponte - 1959 – Gontram Pinho - 1960–1961 – Francisco Porfírio Sampaio - 1961–1963 – Francisco Isidoro Pessoa - 1963–1964 – Etevaldo Nogueira Lima - 1964 – Eutildes Eduardo de Alencar - 1964 – Milton Ribeiro de Sousa |  | - 1964 – Valdemar Gomes da Silva - 1964 – Augusto Borges - 1964–1966 – Elzir Cabral - 1966 – Jonas Carlos da Silva - 1966–1967 – Wilson Leite Linhares - 1967 – Elzir Cabral - 1967 – José Firmo Frota Melo - 1968–1969 – Elzir Cabral - 1969–1972 – José Rego Filho - 1972–1973 – Aníbal Arruda - 1974–1975 – Aquiles Peres Mota - 1975 – Telmo Bessa - 1975–1977 – Chateaubriand Arrais Leite - 1978 – Célio Gondim Pamplona - 1979 – José Rego Filho - 1980–1981 – Antônio Carlos Montenegro - 1982–1984 – José Lima de Queiroz - 1984 – Moacir Pereira Lima - 1984–1987 – Caeatano de Paula Bayma - 1988–1989 – Domar Nogueira Pessoa - 1990 – Vicente Augusto Monteiro - 1990–1991 – Múcio Roberto - 1992–1993 – Edilson Sampaio - 1993–1997 – Clóvis Dias - 1998–1999 – Carlos Alberto Mesquita |  | - 1999–2000 – Carlos Alberto Mota - 2000 – João Jorge Bruno de Pontes - 2000 – Vilemar Rodrigues - 2001 – Walmir Araújo - 2001 – William Braga - 2002–2003 – Múcio Roberto - 2004–2007 – Paulo Wagner Pinheiro - 2007–2008 – Francisco Machado Neto - 2008–2009 – Paulo Wagner Pinheiro - 2009–2010 – José Ribamar Pinto Soares - 2010–2011 – Luiz Gonzaga Neto - 2011–2012 – Vanderley Farias Pedrosa - 2013–.... – Edmilson Alves Júnior - 2016 - Vilemar Rodrigues - 2016 - José Newton Pereira Filho - 2017 – Nilton Ramos - 2017– Walmir Araújo - 2018 - Walmir Araújo - 2019 - José Newton Pereira Filho - 2020 - José Newton Pereira Filho - 2021-2022 - José Newton Pereira Filho - 2023-2025 - Aderson Maia Nogueira Jr |